# دورمان لانگ
دورمان لانگ (انگلیسی: Dorman Long) شرکت مهندسی بریتانیایی است، که در سال ۱۸۷۵ تأسیس شد.